# Старых, Алексей Алексеевич
Алексей Алексеевич Старых (21 марта 1903, д. Старенково, Орловская губерния  — 24 апреля 1945, Москва) — заместитель командира 520-го стрелкового полка по политической части 167-й Сумской Краснознамённой стрелковой дивизии 38-й армии 1-го Украинского фронта, майор. Герой Советского Союза.

## Биография
Родился 21 марта 1903 года в деревне Старенково (ныне - Мценского района Орловской области) в крестьянской семье. Русский. Член ВКП(б) с 1925 года. С 10 лет батрачил на кулаков в селе. 
В январе 1919 года добровольцем вступил в Красную Армию, был назначен каптенармусом хозроты 8-го стрелкового полка, участвовал в обороне Петрограда от войск белой Северо-Западной армии генерала Н. Н. Юденича. Затем служил на Орловских командных курсах, в 1921 году участвовал в подавлении крестьянского восстания под руководством А. Антонова в Тамбовской губернии. 
После окончания Гражданской войны в 1921 году демобилизован из РККА. Окончил Ленинградский институт красной профессуры в 1933 году. С 1933 года — проректор по учебной части Высшей коммунистической сельскохозяйственной школы в Новосибирске, затем там же — декан факультета партийного строительства, заведующий кафедрой экономики. С 1939 года — заведующий кафедрой марксизма-ленинизма Новосибирского высшего сельскохозяйственного института. Доцент. 
В Красной Армии с августа 1941 года. В действующей армии с декабря 1941 года. С 1942 года был агитатором политотдела 615-го стрелкового полка 167-й стрелковой дивизии 38-й армии Воронежского фронта, участник Воронежско-Кастроненской, Харьковской наступательной и Харьковской оборонительной операций 1943 года. 
Летом и осенью 1943 года старший инструктор по политработе политотдела 167-й стрелковой дивизии А. А. Старых отличился в освобождении Левобережной Украины. Заместитель командира 520-го стрелкового полка по политической части майор А. А. Старых в начале октября 1943 года с полком форсировал реку Днепр у села Вышгород. 520-й стрелковый полк захватил и удерживал плацдарм, а в период с 3 по 5 ноября 1943 года участвовал в боях за город Киев. 
Указом Президиума Верховного Совета СССР «О присвоении звания Героя Советского Союза генералам, офицерскому, сержантскому и рядовому составу Красной Армии» от 10 января 1944 года за «образцовое выполнение боевых заданий командования на фронте борьбы с немецко-фашистскими захватчиками и проявленные при этом отвагу и геройство» удостоен звания Героя Советского Союза с вручением ордена Ленина и медали «Золотая Звезда».
В феврале 1945 года он тяжело заболел. Лечился в Главном военном госпитале Красной Армии в Москве. 
Скончался 24 апреля 1945 года. Через несколько дней тело было кремировано. 
Награждён орденами Ленина, Отечественной войны 2-й степени, Красной Звезды.

## Память
Бюсты Героя Советского Союза А. А. Старых установлены в городе Мценске Орловской области и в Новосибирском сельскохозяйственном институте, на здании которого, в память о Герое — мемориальная доска.